# Бураково (Шекснинский район)
Бураково — деревня в Шекснинском районе Вологодской области.
Входит в состав сельского поселения Домшинского, с точки зрения административно-территориального деления — в Домшинский сельсовет.
Расстояние по автодороге до районного центра Шексны — 31 км, до центра муниципального образования Нестерово — 1 км.
По переписи 2002 года население — 3 человека.